# Anthoactis
Genre
Anthoactis est un genre de cnidaires anthozoaires de la famille des Cerianthidae.

## Liste des espèces
Selon World Register of Marine Species (09 janvier 2023) :
- Anthoactis armauerhanseni Leloup, 1932
- Anthoactis australiae Carlgren, 1937
- Anthoactis benedeni Leloup, 1932

## Systématique
Le nom valide complet (avec auteur) de ce taxon est Anthoactis Leloup, 1932.